# Валенса, Данута
Миросла́ва Дану́та Вале́нса (пол. Mirosława Danuta Wałęsa, урожд. Голось (пол. Gołoś); род. 25 февраля 1949, с. Крыпы, Венгрувский повят, Мазовецкое воеводство, Польша) — супруга 6-го Президента Польши Леха Валенсы.

## Биография
Родилась в многодетной крестьянской семье. Окончила среднюю школу в Венгруве. Работала в родительском хозяйстве на селе. В 1968 переехала к родственникам в Гданьск. Устроилась на работу в цветочный магазин.
Познакомилась с электриком Лехом Валенсой, будущим политическим деятелем, руководителем независимого профсоюза «Солидарность» и Президентом Польши (1990—1995). 8 ноября 1969 года вышла за него замуж.
В семье Леха и Дануты Валенс родилось восемь детей.
От имени мужа 10 декабря 1983 года в Осло получила Нобелевскую премию мира.
Будучи первой дамой Польши, возглавляла ряд общественно-культурных обществ и организаций, в том числе была почëтным президентом
гданьского Фонда по культурному развитию. В качестве почëтного члена принимала участие и курировала проведении различных конкурсов и работу общественных организаций.
В 2011 году 300-тысячным тиражом была напечатана автобиография Дануты Валенсы «Мечты и тайны», которая пользовалась большим успехом у читателей. В следующем году за книгу она была награждена премией Супергарантия культурного события года, учреждëнной редакцией TVP Kultura Польского телевидения.
В 2012 Президент Польши Бронислав Коморовский, за выдающиеся заслуги в деле демократических перемен в стране, достижения в профессиональной и общественной деятельности, наградил Дануту Валенсу Командорским Крестом со звездой Ордена Возрождения Польши.
В 2013 году вышел фильм «Валенса. Человек из надежды» режиссёра Анджея Вайды, где рассказывается о политической карьере и личной жизни Леха Валенсы. Роль Дануты исполнила Агнешка Гроховская.